# Convención sobre la prohibición de minas antipersonales
El Tratado de Ottawa o la Convención sobre la prohibición de minas antipersonales, formalmente denominada Convención sobre la prohibición del empleo, almacenamiento, producción y transferencia de minas antipersonales y sobre su destrucción es un tratado internacional de desarme que prohíbe la adquisición, la producción, el almacenamiento y la utilización de minas antipersonales. La Convención fue dispuesta para su firma los días 3 y 4 de diciembre de 1997 y depositada el 5 de diciembre del mismo año en Nueva York ante el Secretario General de las Naciones Unidas. Entró en vigor el 1 de marzo de 1999.

## Tratado
La Convención fue negociada a fin de paliar las insuficiencias del Protocolo II (sobre la prohibición o la limitación del empleo de minas, trampas y otros dispositivos) de la Convención sobre ciertas armas convencionales que varios Estados juzgaban inadecuado para responder eficazmente al desafío de la prohibición total de minas antipersonales. A pesar del gran apoyo internacional a la Convención, su éxito sigue siendo mitigado porque la mayoría de los Estados productores o utilizadores de minas antipersonales se niega a adherirse al texto. Para febrero de 2009, 156 países han ratificado el Tratado y dos Estados lo han firmado, pero sin ratificarlo. 37 Estados, incluyendo la República Popular China, la India, Rusia y los Estados Unidos no son parte de la Convención.
El Tratado de Ottawa prohíbe solamente las minas antipersonal. No afecta a las minas contracarro o antivehículos que fueron reguladas por la Convención de las Naciones Unidas de 1980 sobre Ciertas Armas Convencionales y las normas generales del derecho internacional humanitario, los dispositivos antimanipulación colocados en las minas antivehículos para evitar su remoción ni las municiones
detonadas a distancia, que sólo pueden ser activadas manualmente por un combatiente y no pueden explosionar solo por "la presencia, la proximidad o el contacto de una persona. En el Tratado de Ottawa contiene varias medidas para velar porque
sus disposiciones se respeten y hacer frente a las presuntas violaciones.
Los Estados tienen que presentar informes todos los años al secretario general de las Naciones Unidas acerca de todas las minas antipersonal almacenadas, las zonas minadas, las minas conservadas con fines de formación, la destrucción de minas y las medidas tomadas para evitar que las personas civiles se adentren en zonas minadas. Para facilitar la retirada de minas, los Estados deben suministrar información técnica pormenorizada acerca de las minas que han fabricado en el pasado.

## Principales disposiciones de la Convención
Cada Estado miembro se compromete a:
- Nunca emplear, poner a punto, producir, adquirir, almacenar, conservar o transferir a quien sea minas antipersonales (art. I);
- Destruir todas las minas antipersonales en su posesión a más tardar cuatro años después de la entrada en vigor de la Convención para este Estado miembro (art. IV);
- Destruir todas las minas antipersonales presentes en zonas de su territorio dentro de los diez años después de la entrada en vigor de la Convención para ese Estado miembro y después de haberlas identificado y señalado (art. IV);
- Proveer y/o pedir asistencia a otros Estados miembros para cumplir con sus obligaciones si fuera posible y en la medida de lo posible (art. VI);
- Tomar todas las medidas legislativas apropiadas para prevenir y reprimir toda actividad prohibida a un Estado miembro en virtud de la Convención (art. IX);
- Es posible conservar un pequeño número de minas antipersonales a fin de capacitar en técnicas de detección y destrucción de minas (art. III).